# Арсенюк Валерій Васильович
Валерій Васильович Арсенюк (3 листопада 1946, Київ — 20 травня 2008, Київ) — український науковець у галузі зварювання, педагог. Доктор технічних наук (2005), професор. Розробник методу оцінки механічних властивостей зварних з'єднань різнорідних металів, розробник наукових засад технологій зварювання тисненням, тертям, вибухом тощо.
Майже 40 років — науковий співробітник Інституту електрозварювання імені Є. О. Патона АН УРСР (НАН України; 1971—2008), з яких 26 років — заступник директора з загальних питань, один з найближчих соратників та учнів академіка Бориса Патона. В заключний період життя, протягом 12 років — керуючий справами Національної академії наук України (1996—2008). Автор понад 70 наукових робіт.

## Життєпис
Народився 3 листопада 1946 року в Києві.
У 1969 році закінчив Київський інститут інженерів цивільної авіації. Протягом двох років працював в авіазагоні смт Березово (Тюменська область).
З 1971 року до кінця життя — науковий співробітник Інституту електрозварювання імені Є. О. Патона АН УРСР (пізніше — НАН України). З 1982 року — заступник директора з загальних питань. Один з найближчих соратників та учнів академіка Бориса Патона.
У 1994 році здобув науковий ступінь кандидата технічних наук, захистивши дисертацію на тему «Ударная сварка в вакууме циркония и гафния с медью применительно к созданию электродов для плазматронов». З 1996 року — керуючий справами Національної академії наук України.
У 2005 році здобув науковий ступінь доктора технічних наук, захистивши дисертацію на тему «Закономірності формування з'єднань різнорідних металів різними способами зварювання тиском». Протягом багатьох років викладав у Київському автомобільно-дорожньому інституті, в останні роки життя — у Приазовському державному технічному університеті, у якому входив до складу спеціалізованої наукової ради з захисту докторських дисертацій.
Автор понад 70 наукових праць. Завдяки комплексу виконаних робіт створив метод оцінки механічних властивостей зварних з'єднань різнорідних металів. Розробив наукові засади технологій зварювання тисненням, тертям, вибухом тощо, оптимальні технології зварювання титанових сплавів.

### Вбивство

Могила Валерія Арсенюка, Байкове кладовище

20 травня 2008 року, близько 19:00, був вбитий у Києві, біля свого будинку за адресою вулиця Антоновича, 10, одним пострілом у потилицю. Станом на 2010 рік вбивство так і не було розслідувано до кінця.
Основною версією слідства залишалась професійна діяльність Валерія Арсенюка — зокрема на посаді керуючого справами НАН України. Під його контролем перебувало все нерухоме майно та фінансові питання академії. Заступник професора Арсенюка, Валентин Степаненко, у коментарі «Українському тижню» казав:
|  | Легше сказати, чим він не займався, ніж перелічити все, чим він займався. Всі бази відпочинку, все службове житло, все забезпечення інститутів енергоресурсами, контроль за всім цим комплексом… 184 установи мають землю загальною площею понад 122 тис. га. Це величезні землі! |

Окрім цього, Арсенюк був засновником чотирьох комерційних структур на Київщині, пов'язаних із сільським господарством.
Аналітичні статті, присвячені можливим «майновим» причинам вбивства Валерія Арсенюка, випустили низка ЗМІ — зокрема «Український тиждень» та «УНІАН». Журналіст Микола Пилипенко («УНІАН») згадував, що «Валерій Арсенюк, до його честі, був тією людиною … котра, за час своєї роботи на посаді керуючого справами НАНУ, не віддала на поталу новітнім рейдерам жодної цеглини академічного майна і, відповідно, жодного сантиметра землі».
Валерій Арсенюк похований на Байковому кладовищі (ділянка № 49б, 50°25′2.21″ пн. ш. 30°30′4.17″ сх. д. / 50.4172806° пн. ш. 30.5011583° сх. д.).

## Науковий доробок (частковий)
- Ударная сварка в вакууме циркония и гафния с медью применительно к созданию электродов для плазматронов: диссертация кандидата технических наук : 05.03.06. — Киев, 1994. : ил.
- О взаимосвязи структуры и свойств сталеалюминиевых соединений, выполненных сваркой трением / Л. И. Маркашова, Г. М. Григоренко, В. В. Арсенюк, Е. Н. Бердникова, Л. В. Литвин // Автомат. сварка. — 1998. — № 8. — С. 7-14.
- Влияние электрогидроимпульсной обработки на структуру металла сварных соединений / Л. И. Маркашова, В. В. Арсенюк, В. С. Опара, Н. А. Онацкая, Л. Я. Резникова // Автомат. сварка. — 2000. — № 5. — С. 60-61.
- Структура ферритной полоски, формирующейся в зоне соединения ферритно-перлитных сталей при сварке давлением в вакууме / Л. И. Маркашова, Г. М. Григоренко, Г. К. Харченко, В. В. Арсенюк, С. Г. Григоренко, И. Л. Богайчук // Автомат. сварка. — 2000. — № 5. — С. 15-20.
- Дослідження фазового складу молібденових покриттів на залізі та сталі під час електроіскрової обробки / В. В. Арсенюк, Д. С. Герцрікен, В. Ф. Мазанко, В. В. Михайлов, П. В. Перетятку // Доп. НАН України. — 2000. — № 11. — С. 139—141.
- Новый способ изготовления термохимических катодов для плазмотрона / В. В. Арсенюк // Автомат. сварка. — 2000. — № 6. — С. 36-39.
- Влияние дефектов кристаллической структуры на подвижность атомов в металлах при ударном сжатии / В. В. Арсенюк, Д. С. Герцрикен, В. Ф. Мазанко, В. М. Тышкевич, В. М. Фальченко // Металлофизика и новейшие технологии. — 2001. — 23, № 7. — С. 927—938.
- Изменение характера массопереноса по глубине диффузионной зоны / В. В. Арсенюк, Д. С. Герцрикен, В. Ф. Мазанко, В. М. Миронов // Доп. НАН України. — 2001. — № 8. — С. 82-85.
- Особенности распределения атомов в металлах при импульсном воздействии / В. В. Арсенюк, Д. С. Герцрикен, В. Ф. Мазанко, В. М. Тышкевич, В. М. Фальченко // Металлофизика и новейшие технологии. — 2001. — 23, № 9. — С. 1203—1212.
- Особенности взаимодействия железа с углеродом в условиях ударного сжатия / В. В. Немошкаленко, В. Ф. Мазанко, В. В. Арсенюк, Д. С. Герцрикен // Доп. НАН України. — 2001. — № 3. — С. 110—114.
- Распределение и подвижность атомов в металлах при импульсной сварке давлением / В. В. Арсенюк // Доп. НАН України. — 2001. — № 7. — С. 95-99.
- Особенности фазообразования в условиях сварки давлением разнородных материалов при высокоскоростном деформировании / Л. И. Маркашова, В. В. Арсенюк, Е. Н. Бердникова, И. Л. Богайчук // Металлофизика и новейшие технологии. — 2001. — 23, № 10. — С. 1403—1417.
- Процессы пластической деформации, массопереноса, фазообразования в условиях повышенных скоростей деформирования / Л. И. Маркашова, Г. М. Григоренко, В. В. Арсенюк // Металлофизика и новейшие технологии. — 2001. — 23, № 9. — С. 1259—1277.
- Вплив типу кристалічної гратки на рухливість атомів в поліморфних металах при імпульсному навантаженні / В. В. Немошкаленко, В. Ф. Мазанко, В. В. Арсенюк, Д. С. Герцрикен // Доп. НАН України. — 2001. — № 5. — С. 89-94.
- Взаимодействие меди с нерастворимыми примесями в условиях импульсной деформации при сварке давлением / В. В. Арсенюк // Автомат. сварка. — 2001. — № 9. — С. 51-52.
- Вплив електроіскрової обробки на фазовий склад молібденових покриттів на сталі 20 / В. В. Арсенюк, Д. С. Герцрикен, В. Ф. Мазанко, П. В. Перетятку, В. В. Михайлов // Металознавство та оброб. металів. — 2002. — № 4. — С. 3-8.
- Особенности микроструктуры соединений никеля при сварке взрывом / Л. И. Маркашова, В. В. Арсенюк, В. Г. Петушков, Г. М. Григоренко // Автомат. сварка. — 2002. — № 11. — С. 21-23.
- Особенности пластической деформации разнородных материалов при сварке давлением / Л. И. Маркашова, В. В. Арсенюк, Г. М. Григоренко // Автомат. сварка. — 2002. — № 5. — С. 12-16.
- Процессы массопереноса в условиях сварки давлением разнородных металлов / Л. И. Маркашова, В. В. Арсенюк, Г. М. Григоренко, Е. Н. Бердникова // Автомат. сварка. — 2002. — № 7. — С. 43-49.
- Ударная сварка в вакууме алюминия с медью / Г. К. Харченко, Ю. В. Фальченко, В. В. Арсенюк, Е. В. Половецкий // Автомат. сварка. — 2002. — № 9. — С. 50-51.
- Улучшение свариваемости при плакировании взрывом высокопрочных алюминиевых сплавов / Л. И. Маркашова, Л. Д. Добрушин, В. В. Арсенюк // Автомат. сварка. — 2002. — № 12. — С. 14-18.
- Общие закономерности массопереноса при различных видах импульсного нагружения / В. В. Немошкаленко, В. В. Арсенюк, В. Ф. Мазанко, В. М. Миронов, А. В. Филатов // Доп. НАН України. — 2002. — № 10. — С. 78-83.
- Міграція атомів в металах при одночасній дії пластичного деформування і імпульсного магнітного поля / В. В. Арсенюк, Д. С. Герцрикен, С. П. Ворона // Металознавство та оброб. металів. — 2005. — № 1. — С. 14-22.
- Особенности формирования структуры титаностальных соединений в условиях сварки взрывом / В. В. Арсенюк, Л. И. Маркашова, Г. М. Григоренко, Е. В. Половецкий, В. П. Бугаец // Автомат. сварка. — 2005. — № 3. — С. 21-27.
- Закономірності формування з'єднань різнорідних металів різними способами зварювання тиском: автореф. дис… д-ра техн. наук: 05.03.06 / Арсенюк Валерій Васильович ; Приазовський держ. технічний ун-т. — Маріуполь, 2005.
- Правила пожежної безпеки в установах, організаціях та підприємствах Національної академії наук України: нормативний акт з питань пожежної безпеки. НАПБ 01.017-2006: Затв. і введені в дію розпорядженням Президії НАН України 02.06.2006 № 358 / розроб. В. В. Арсенюк, А. М. Олійник ; НАН України. Управління справами. — К. : [б.в.], 2006. — 244 с.